# Fauna extinta de la península ibérica

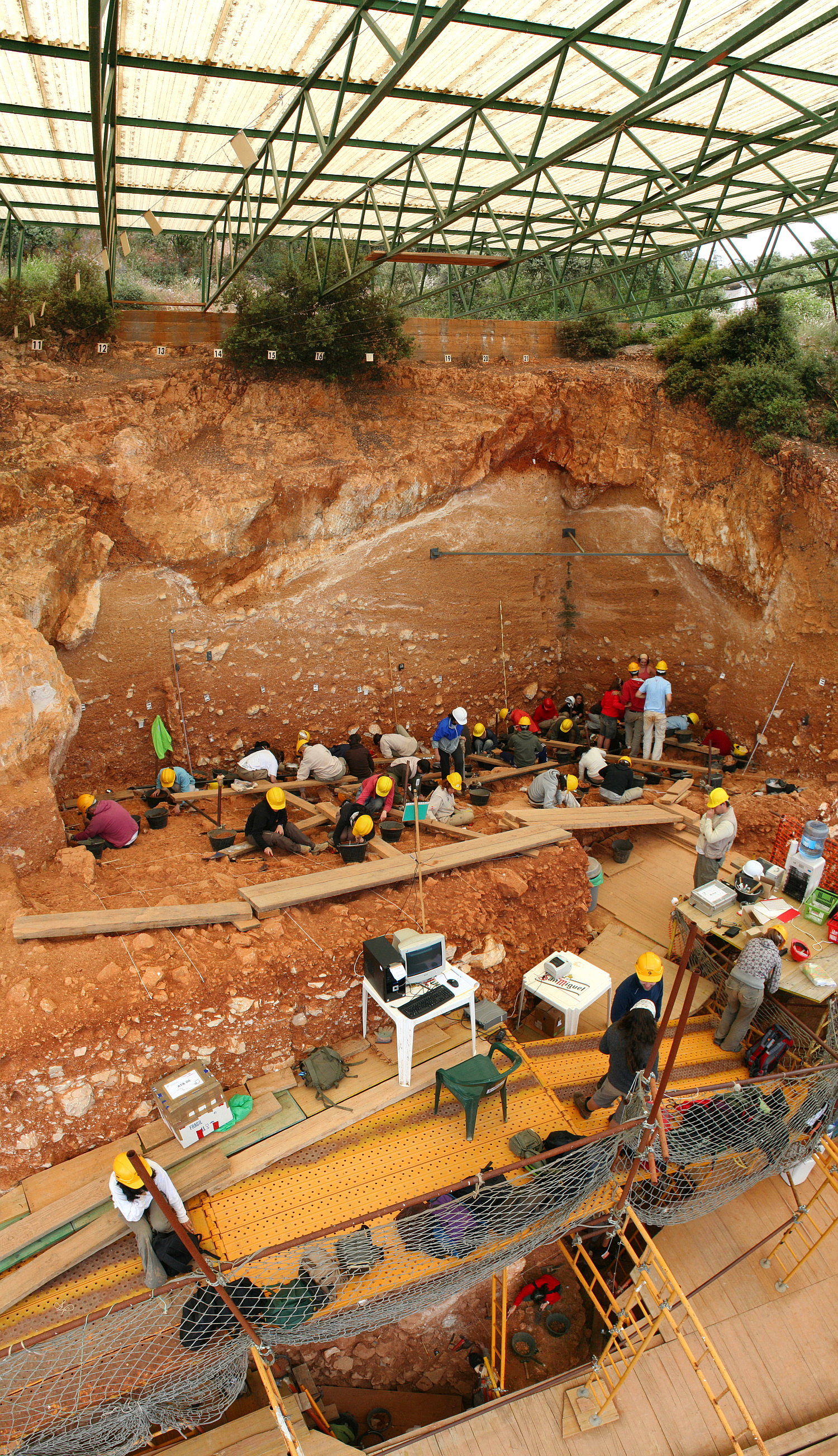
Yacimiento de Gran Dolina, en la sierra de Atapuerca. Data del Pleistoceno y en él se han hallado restos de homínidos y otros mamíferos

La fauna extinta de la península ibérica incluye a las especies animales existentes en el pasado de lo que hoy constituye la península ibérica.
Es habitual distinguir entre extinciones prehistóricas e históricas. Por un lado, por el hecho de que el clima, la situación geográfica e incluso la orografía de la propia península ibérica ha sufrido numerosos cambios a lo largo de su historia geológica. Y, por otro, por la responsabilidad que ha tenido el ser humano en estas extinciones y la posibilidad de revertirlas a través de reintroducciones en caso de que las especies sigan existiendo en otras partes del mundo.
Desde 2018, España recoge de manera oficial los taxones que se han extinguido en tiempos históricos y que son susceptibles de reintroducir por el hecho de que siguen existiendo poblaciones en otros lugares. Este listado no recoge especies de la fauna que se extinguieron en tiempos remotos, a pesar de que sigan existiendo. Es el caso del bisonte europeo que, habiendo habitado el norte de la península, lo hizo durante el último periodo glacial, condiciones completamente diferentes a las de la actualidad.

## Extinciones históricas

### Aves
Entre las especies que han desaparecido de la península, aunque no se han extinguido, están el ibis eremita (Geronticus eremita), la grulla damisela (Grus virgo), el torillo andaluz (Turnix sylvaticus), la perdiz griega (Alectoris graeca), el pigargo europeo (Haliaeetus albicilla), el grévol (Bonasa bonasia), el gallo lira (Lyrurus tetrix), el halcón borní (Falco biarmicus) o la población reproductora de la grulla común (Grus grus).

### Mamíferos
En época histórica varias especies de mamíferos se han extinguido bajo la acción humana. Cabe destacar la desaparición, en la península y el resto del mundo, del uro en la Edad Antigua, el zebro a finales de la Edad Media y dos subespecies de cabra montesa, Capra pyrenaica lusitanica en el siglo XIX y Capra pyrenaica pyrenaica o bucardo en el año 2000 (aunque se realizó una clonación del animal en 2003, el ejemplar no sobrevivió).
Además, también se han extinguido las poblaciones de ballena franca (Eubalaena glacialis), lince europeo (Lynx lynx) o de foca monje del Mediterráneo (Monachus monachus), especies susceptibles de volver a ser reintroducidas.

### Peces
El esturión (Acipenser sturio) se extinguió de los ríos ríos Duero, Tajo, Guadiana, Mondego y Sado a mediados del siglo XX, así como la lamprea de río (Lampetra fluviatilis) cuyos últimos ejemplares se extinguieron del Tajo en los años 1970.

## Extinciones prehistóricas

### Invertebrados
Los invertebrados terrestres, debido a su difícil fosilización, no son comunes en el registro fósil. No ocurre así con los invertebrados marinos. Se conocen varios yacimientos por toda la península de bivalvos y gasterópodos. También son comunes los yacimientos de trilobites. En mayo de 2009 fue hallado un yacimiento de trilobites de gran tamaño en el norte de Portugal.

### Reptiles

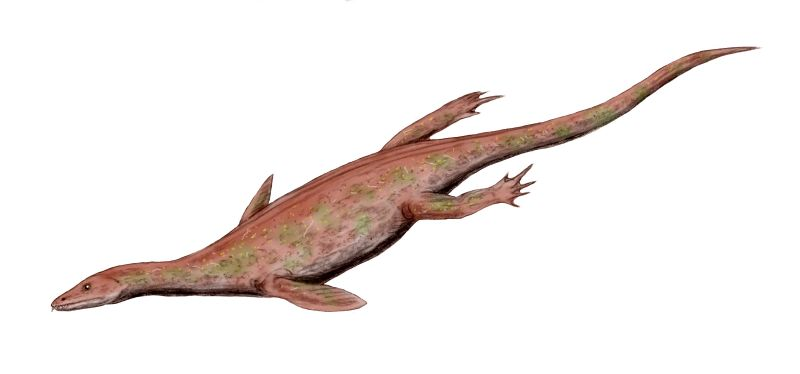
Lariosaurus, notosaurio ibérico del Triásico Medio.

En la península ibérica han habitado muchas especies de reptiles a lo largo de varias épocas. Hay una especie endémica de notosaurio, Lariosaurus, que vivió en el Triásico Medio y otra de varanoideo, Arcanosaurus, que vivó en el Cretácico Inferior. En el yacimiento de Las Hoyas se encuentran varias especies de cocodrilos del Cretácico Inferior.

#### Dinosaurios

Comparación a escala de algunos de los animales terrestres de la isla Ibero-Armórica del Cretácico tardío (Maastrichtiense)

En la península ibérica han convivido varias especies de dinosaurios de varias regiones, sobre todo africanos y europeos. El registro fósil más amplio procede del Cretácico Inferior. Hay varios géneros endémicos, como Aviatyrannis del Jurásico Superior, Pelecanimimus o Aragosaurus, del Cretácico Inferior, o Arenysaurus del Cretácico Superior. Hay géneros que también estuvieron presentes en Europa, como Iguanodon o Rhabdodon. En esta lista se encuentran los géneros de dinosaurios encontrados en la península ibérica:
| Género            | Clasificación                                      | Edad                                           | En lo que hoy es...                                | Reconstrucción |
| ----------------- | -------------------------------------------------- | ---------------------------------------------- | -------------------------------------------------- | -------------- |
| Allosaurus        | O: Saurischia So: Theropoda Io: Carnosauria        | Jurásico (Kimmeridgiense y Titoniense)         | Estados Unidos Portugal                            |                |
| Aragosaurus       | O: Saurischia So: Sauropodomorpha Io: Sauropoda    | Cretácico (Barremiense)                        | España                                             |                |
| Arenysaurus       | O: Ornithischia So: Ornithopoda Io: Iguanodontia   | Cretácico (Maastrichtiense)                    | España                                             |                |
| Aviatyrannis      | O: Saurischia So: Theropoda Io: Coelurosauria      | Jurásico (Kimmeridgiense)                      | Portugal                                           |                |
| Baryonyx          | O: Saurischia So: Theropoda Io: Tetanurae          | Cretácico (Aptiense)                           | Reino Unido España Portugal Níger                  |                |
| Blasisaurus       | O: Ornithischia So: Ornithopoda Io: Hadrosauridae  | Cretácico (Maastrichtiense)                    | España                                             |                |
| Camarillasaurus   | O: Saurischia So: Theropoda Io: Ceratosauria       | Cretácico (Barremiense)                        | España                                             |                |
| Camptosaurus      | O: Ornithischia So: Neornithischia Io: Ornithopoda | Jurásico (Kimmeridgiense y Titoniense)         | Estados Unidos Reino Unido Portugal                |                |
| Ceratosaurus      | O: Saurischia So: Theropoda Io: Ceratosauria       | Jurásico (Kimmeridgiense y Titoniense          | Estados Unidos Tanzania Portugal                   |                |
| Concavenator      | O: Saurischia So: Theropoda Io: Carnosauria        | Cretácico (Barremiense)                        | España                                             |                |
| Dacentrurus       | O: Ornithischia So: Thyreophora Io: Stegosauria    | Jurásico (Oxfordiense y Kimmeridgiense)        | España Francia Reino Unido Portugal                |                |
| Delapparentia     | O: Ornithischia So: Cerapoda Io: Ornithopoda       | Cretácico (Barremiense)                        | España                                             |                |
| Demandasaurus     | O: Saurischia So: Rebbachisauridae Io: Sauropoda   | Cretácico (Barremiense)                        | España                                             |                |
| Dinheirosaurus    | O: Saurischia So: Sauropodomorpha Io: Sauropoda    | Jurásico (Kimmeridgiense)                      | Portugal                                           |                |
| Draconyx          | O: Ornithischia So: Neornithischia Io: Ornithopoda | Jurásico (Titoniense)                          | Portugal                                           |                |
| Dracopelta        | O: Ornithischia So: Thyreophora Io: Ankylosauria   | Jurásico (Kimmeridgiense)                      | Portugal                                           |                |
| Euronychodon      | O: Saurischia So: Theropoda Io: Coelurosauria      | Cretácico (Campaniense y Maastrichtiense)      | Portugal Uzbekistán                                |                |
| Europatitan       | O: Saurischia So: Sauropodomorpha Io: Sauropoda    | Cretácico (Barremiense y Aptiense)             | España                                             |                |
| Galveosaurus      | O: Saurischia So: Sauropodomorpha Io: Sauropoda    | Jurásico (Titoniense)                          | España                                             |                |
| Gideonmantellia   | O: Ornithischia So: Neornithischia Io: Ornithopoda | Cretácico (Barremiense)                        | España                                             |                |
| Hungarosaurus     | O: Ornithischia So: Thyreophora Io: Ankylosauria   | Cretácico (Santoniense)                        | Austria España Francia Reino Unido Rumania         |                |
| Hypselosaurus     | O: Saurischia So: Sauropodomorpha Io: Sauropoda    | Cretácico (Maastrichtiense)                    | España Francia                                     |                |
| Hypsilophodon     | O: Ornithischia So: Neornithischia Io: Ornithopoda | Cretácico (Barremiense)                        | España Reino Unido Portugal                        |                |
| Iguanodon         | O: Ornithischia So: Ornithopoda Io: Iguanodontia   | Cretácico (Berriasiense) (Aptiense)            | Estados Unidos Francia España Reino Unido Portugal |                |
| Koutalisaurus     | O: Ornithischia So: Neornithischia Io: Ornithopoda | Cretácico (Maastrichtiense)                    | España                                             |                |
| Lirainosaurus     | O: Saurischia So: Sauropodomorpha Io: Sauropoda    | Cretácico (Campaniense)                        | España                                             |                |
| Losillasaurus     | O: Saurischia So: Sauropodomorpha Io: Sauropoda    | Jurásico (Titoniense)                          | España                                             |                |
| Lohuecotitan      | O: Saurischia So: Sauropodomorpha Io: Sauropoda    | Cretácico (Campaniense y Maastrichtiense)      | España                                             |                |
| Lourinhanosaurus  | O: Saurischia So: Theropoda Io:                    | Jurásico (Kimmeridgiense y Titoniense)         | Portugal                                           |                |
| Lourinhasaurus    | O: Saurischia So: Sauropodomorpha Io: Sauropoda    | Jurásico (Kimmeridgiense y Titoniense)         | Portugal                                           |                |
| Lusitanosaurus    | O: Ornithischia So: Thyreophora Io:                | Jurásico (Sinemuriense)                        | Portugal                                           |                |
| Lusotitan         | O: Saurischia So: Sauropodomorpha Io: Sauropoda    | Jurásico (Kimmeridgiense)                      | Portugal                                           |                |
| Miragaia          | O: Ornithischia So: Thyreophora Io: Stegosauria    | Jurásico (Kimmeridgiense y Titoniense)         | Portugal                                           |                |
| Morelladon        | O: Ornithischia So: Io: Ornithopoda                | Cretácico                                      | España                                             |                |
| Pararhabdodon     | O: Ornithischia So: Neornithischia Io: Ornithopoda | Cretácico (Maachtrichtiense)                   | España                                             |                |
| Pelecanimimus     | O: Saurischia So: Theropoda Io: Ornithomimosauria  | Cretácico (Barremiense)                        | España                                             |                |
| Proa              | O: Ornithischia So: Ornithopoda Io: Iguanodontia   | Cretácico (Albiense)                           | España                                             |                |
| Rhabdodon         | O: Ornithischia So: Neornithischia Io: Ornithopoda | Cretácico (Campaniense)                        | Austria España Francia Rumania                     |                |
| Tastavinsaurus    | O: Saurischia So: Sauropodomorpha Io: Sauropoda    | Cretácico (Aptiense)                           | España                                             |                |
| Telmatosaurus     | O: Ornithischia So: Neornithischia Io: Ornithopoda | Cretácico (Maachtrichtiense)                   | España Francia Rumania                             |                |
| Torvosaurus       | O: Saurischia So: Theropoda Io: Tetanurae          | Jurásico (Kimmeridgiense y Titoniense)         | Estados Unidos Portugal                            |                |
| Turiasaurus       | O: Saurischia So: Sauropodomorpha Io: Sauropoda    | Jurásico-Cretácico (Titoniense y Berriasiense) | España                                             |                |
| Vallibonavenatrix | O: Saurischia So: Theropoda Io: Tetanurae          | Cretácico (Barremiense)                        | España                                             |                |

### Aves

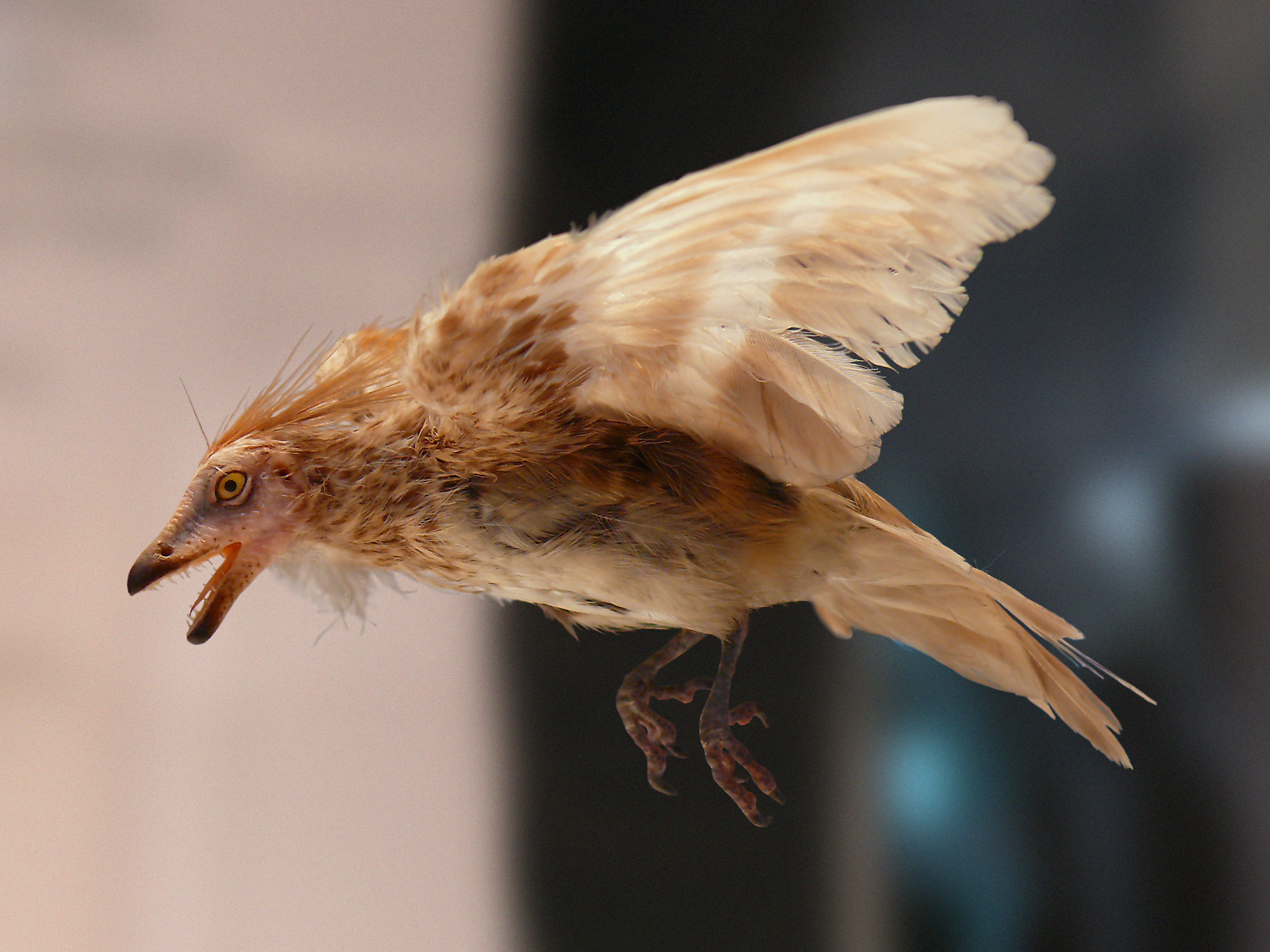
Iberomesornis, endemismo ibérico del Cretácico Inferior.

Varios tipos de aves primitivas tuvieron representantes en la península ibérica. En el Cretácico Inferior vivió el ave con álula más antigua, Eoalulavis, junto con otras dos aves de la subclase Enantiornithes, Iberomesornis y Concornis. Los tres géneros han sido hallados exclusivamente en el yacimiento de las Hoyas. En la misma época habitó la península ibérica otro género de ave muy primitivo: Noguerornis, hallado en El Montsec.
En el período Cuaternario se han extinguido varias especies de aves, aunque la tasa de extinción no ha llegado a ser tan elevada como en otras zonas. La pardela Puffinus holeae, que habitaba en las costas atlánticas de Portugal y España, desapareció en este período.

### Mamíferos

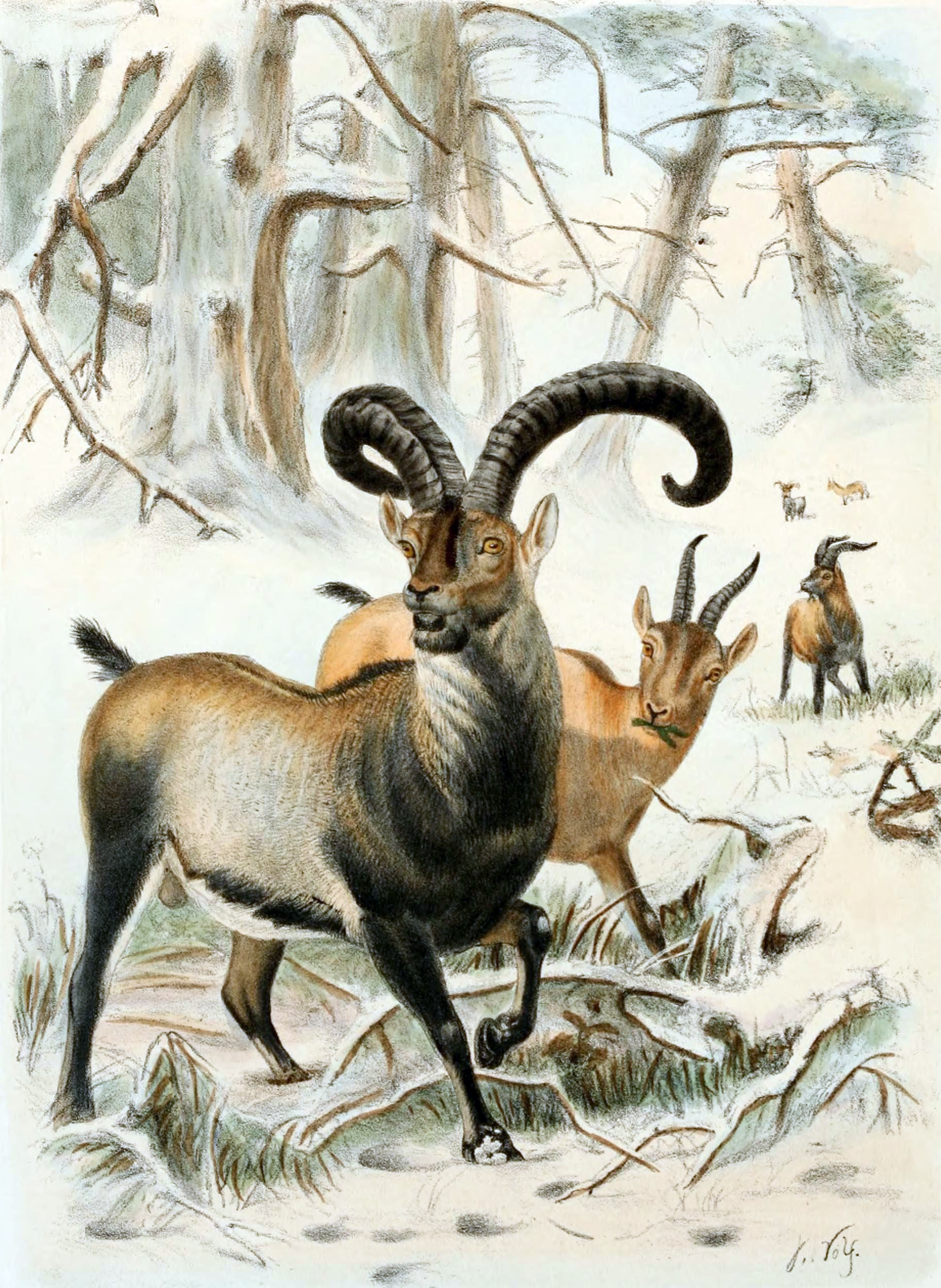
Ilustración del bucardo, desaparecido en el año 2000

Los mamíferos cuentan con un abundante registro fósil en la península ibérica. Los mamíferos primitivos tienen su representación en el yacimiento de Guimarota, donde se encuentran varios géneros de mamíferos jurásicos pertenecientes a los órdenes Docodonta, Multituberculata, Dryolestida y Zatheria. En el Eoceno, la península ibérica contaba con mamíferos de otras partes de Europa, como Phenacodus, Lophiodon o Proviverra. En el Eoceno superior convivieron paleoterios y creodontes.
A mediados del Mioceno África quedó unida por tierra a la península. Ello permitió el intercambio de especies entre continentes. A la península ibérica llegaron pangolines, rinocerontes, caballos, elefantes y leones. En la Península se desarrolló una gran variedad de fauna endémica. De este período datan los yacimientos del Cerro de los Batallones, cerca de Madrid, abundantes en fósiles de mamíferos, tanto carnívoros (félidos, cánidos, úrsidos, hiénidos, insectívoros) como herbívoros (équidos, rinoceróntidos, cérvidos, jiráfidos, bóvidos, proboscídeos, roedores y lagomorfos).
Respecto a fósiles de homínidos se encuentra el yacimiento de Atapuerca, donde se han hallado fósiles pertenecientes a las especies Homo antecesor, Homo heidelbergensis y Homo sapiens, junto con otros mamíferos tales como carnívoros, perisodáctilos, artiodáctilos, roedores o insectívoros. Así mismo, hay repartidos por el territorio ibérico varios yacimientos de neandertales, que proporcionan información sobre la alimentación, comportamiento y cultura de esta especie. 
Las pinturas rupestres, como las de la Cueva de Altamira, junto con yacimientos del Pleistoceno revelan la diversidad faunística de este período en la península. En esta época habitaron bisontes, caballos salvajes, mamuts, rinocerontes lanudos, leones y osos de las cavernas, una megafauna similar a la europea del Paleolítico. Estas especies fueron desapareciendo por diversos motivos, como los cambios climáticos o en ocasiones la presión humana.